# 2023年のフランスグランプリ (ロードレース)
2023年フランスグランプリは、ロードレース世界選手権の2023年シーズン第5戦として、5月14日にフランス・ル・マンのブガッティ・サーキットで開催されたイベント。